# Världsmästerskapet i schack 1908
Världsmästerskapet i schack 1908 var en titelmatch mellan den regerande världsmästaren Emanuel Lasker och utmanaren Siegbert Tarrasch. Den spelades i Düsseldorf och München mellan den 17 augusti och 30 september 1908. Matchen slutade med att Lasker behöll världsmästartiteln. Han vann åtta partier mot Tarrasch tre.
Lasker och Tarrasch hade tillhört de ledande spelarna sedan början av 1890-talet och matchen var sedan länge emotsedd. Tidskrift för Schack beklagade att den inte ägt rum ett decennium tidigare när båda spelarna stod på höjden av sin förmåga.

## Bakgrund
Tarrasch var läkare till yrket och hade begränsad tid för schack. Han hade därför avstått från att utmana Wilhelm Steinitz om VM-titeln 1890. Han hade också avböjt en match mot Lasker 1892 (innan Lasker blev världsmästare 1894) eftersom han inte tyckte att Lasker hade tillräckliga kvalifikationer.
Efter att Tarrasch vunnit turneringen i Monte Carlo 1903 blev det åter aktuellt med en match. Spelarna kom överens om att spela under 1904 men Tarrasch bröt benet under skridskoåkning och ville skjuta fram matchen. Lasker gick inte med på detta så matchen blev aldrig av.
1908 började man förhandla igen och den här gången kom man i mål och matchen kunde genomföras.

## Regler
Matchen spelades som först till åtta vunna partier.
Tidskontrollen var 15 drag per timme.
Spelet skulle börja i Düsseldorf och flytta till München när en spelare vunnit tre partier.

## Resultat
| Namn              | Parti | Parti | Parti | Parti | Parti | Parti | Parti | Parti | Parti | Parti | Parti | Parti | Parti | Parti | Parti | Parti | Poäng |
| Namn              | 1     | 2     | 3     | 4     | 5     | 6     | 7     | 8     | 9     | 10    | 11    | 12    | 13    | 14    | 15    | 16    | Poäng |
| ----------------- | ----- | ----- | ----- | ----- | ----- | ----- | ----- | ----- | ----- | ----- | ----- | ----- | ----- | ----- | ----- | ----- | ----- |
| Emanuel Lasker    | 1     | 1     | 0     | 1     | 1     | ½     | 1     | ½     | ½     | 0     | 1     | 0     | 1     | ½     | ½     | 1     | 10½   |
| Siegbert Tarrasch | 0     | 0     | 1     | 0     | 0     | ½     | 0     | ½     | ½     | 1     | 0     | 1     | 0     | ½     | ½     | 0     | 5½    |